# Carmine Lidonnici
Carmine Lidonnici (Melissa, 20 novembre 1914 – Guri i Topit, 4 aprile 1941) è stato un militare italiano decorato con la medaglia d'oro al valor militare alla memoria durante il corso della seconda guerra mondiale.

## Biografia
Nacque il 20 novembre 1914 a Melissa, un paese costiero della Calabria sito in provincia di Crotone, figlio di Ernesto  e Maria Perri.. Arruolatosi nel Regio Esercito nell'aprile 1935, fu assegnato in servizio presso il 115º Reggimento fanteria "Treviso" della 102ª Divisione motorizzata "Trento", in seguito allo scoppio della guerra d'Etiopia partì in forza al 551º Battaglione mitraglieri per la Libia, in quanto mobilitato per le esigenze legate alla situazione in Africa Orientale Italiana.  Rimasto ferito in combattimento fu congedato, e poi assegnato alla Milizia Volontaria per la Sicurezza Nazionale con il grado di camicia nera. In forza al CLXIV Battaglione CC.NN. della  164ª Legione Camicie Nere d'assalto "Ercole Scalfaro" di Catanzaro, dopo l'entrata in guerra del Regno d'Italia, e l'inizio della campagna italiana di Grecia (28 ottobre 1940) partì per combattere sul fronte greco.
Morì in battaglia il 4 aprile 1941 sul monte Guri i Topit, vicino alla città di Pogradec. Per onorarne il coraggio gli fu assegnata la Medaglia d'oro al valor militare alla memoria.

### Annotazioni
1. ↑  Si pronuncia Lidónnici.

### Fonti
1. ↑  Gruppo Medaglie d'Oro al Valor Militare 1965, p. 635.
2. ↑  Cfr. Gazzetta Ufficiale del Regno d'Italia n°. 15 del 20 gennaio 1943
3. 1 2 3 4 5  Combattenti Liberazione.
4. ↑  Sito web del Quirinale: dettaglio decorato.
5. ↑  Bollettino Ufficiale 26 novembre 1942, dispensa 111ª, registrato alla Corte dei conti lì 7 ottobre 1942, registro 39 guerra, foglio 79.